# Sven-Gunnar Larsson
Sven-Gunnar Larsson (né le 10 mai 1940 en Suède) est un joueur de football international suédois, qui évoluait au poste de gardien de but.

## Biographie

### Carrière en sélection
Avec l'équipe de Suède, il joue 27 matchs (pour aucun but inscrit) entre 1965 et 1974. 
Il joue son premier match en équipe nationale le 31 octobre 1965 contre la Norvège, et son dernier le 1er mai 1974 face à l'Allemagne de l'Ouest.
Il figure dans le groupe des sélectionnés lors des Coupe du monde de 1970 et de 1974. Il joue deux matchs lors du mondial 1970 organisé au Mexique : contre Israël puis contre l'équipe d'Uruguay.